# 腹內斜肌
腹內斜肌（abdominal internal oblique muscle；internal oblique muscle；interior oblique），俗稱人魚線或Apollo's belt，是腹部軀幹主要的肌肉，是腹部的斜肌，這些肌肉輔助腹直肌和腹外斜肌將腹部器官維持在正常位置。

## 結構
腹內斜肌的纖維走向和腹外斜肌平行，從下背的腰背筋膜、髂嵴（髋骨上半部）的前方2/3位置，腹股沟韧带的側半部開始。肌肉經由這些位置往上内侧方向延伸，到肌肉和第十節到第十二節肋骨下邊界以及腹白线的交點處。
男性的提睾肌也和腹內斜肌相連。

### 神經
走過腹內斜肌的神經有下肋间神经、髂腹下神经和髂腹股沟神经。

## 功能
腹內斜肌有二個功能。腹內斜肌是輔助的呼吸肌，和橫膈膜拮抗，在呼出氣體時減少胸腔體積。橫膈膜收縮時會將胸腔下壁往下拉，增加胸腔體積，使其充滿氣體。而在腹內斜肌收縮時，會壓縮腹部的器官，往橫膈膜方向推，讓充滿氣體的胸腔體積減少，以呼出氣體。
腹內斜肌的收縮也可以產生同側旋轉（ipsilateral rotation）和側彎。腹內斜肌和另一側的腹外斜肌一起工作，讓軀幹扭轉。例如，右腹內斜肌和左腹外斜肌一起收縮，讓軀幹彎曲扭轉，讓左肩往髖骨右側的方向移動。腹內斜肌稱為same-side rotators。

## 附加圖片

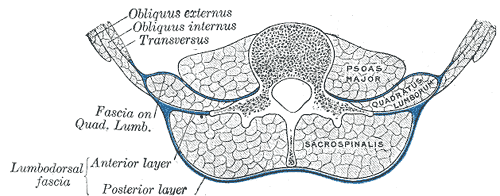
後腹壁橫截面圖，顯示出腰椎筋膜的位置。
直肌鞘（英语：Rectus sheath）示意圖。
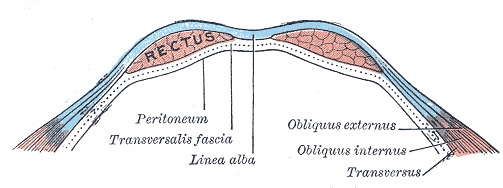
於半圓形線下方，穿過前腹壁（英语：abdominal wall）的橫截面圖。
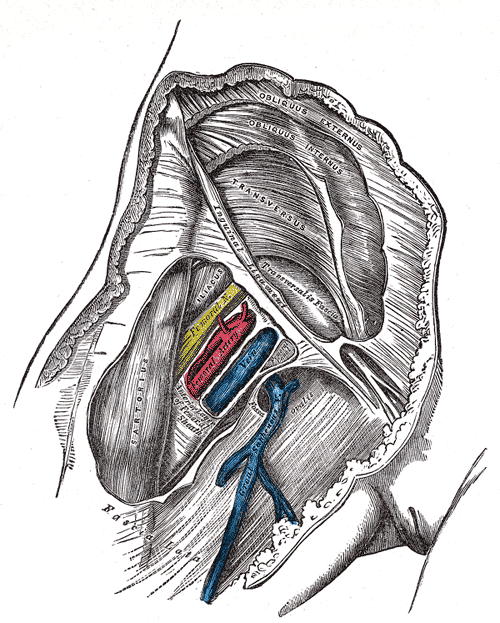
股骨鞘張開以顯示其三個隔室。
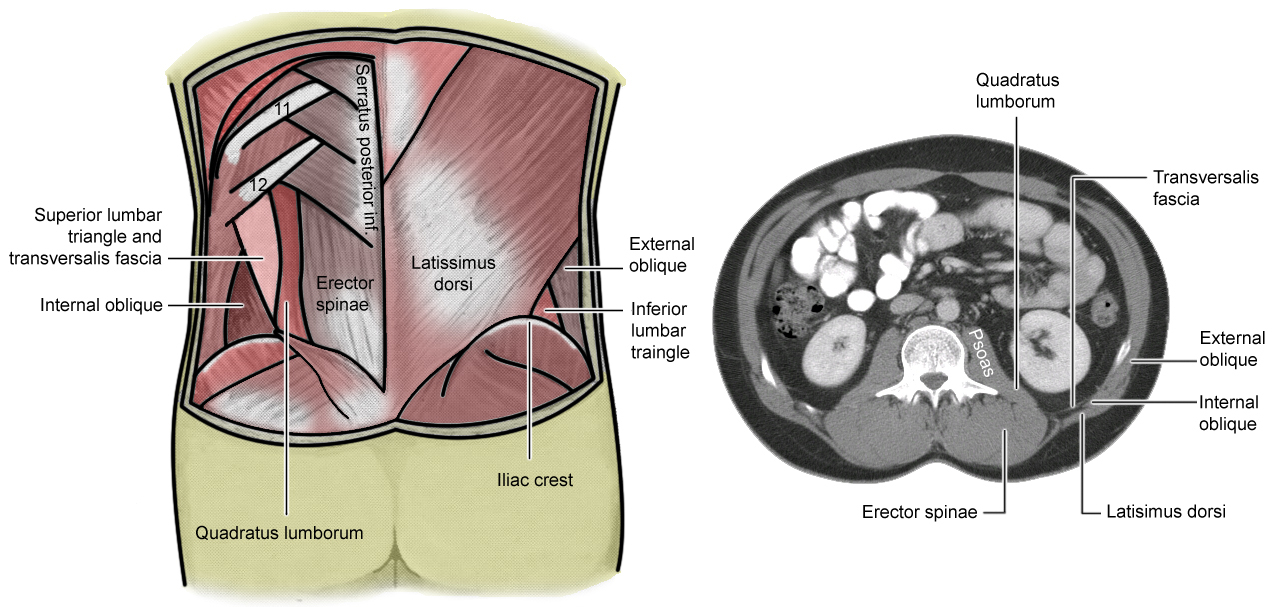
腰三角肌
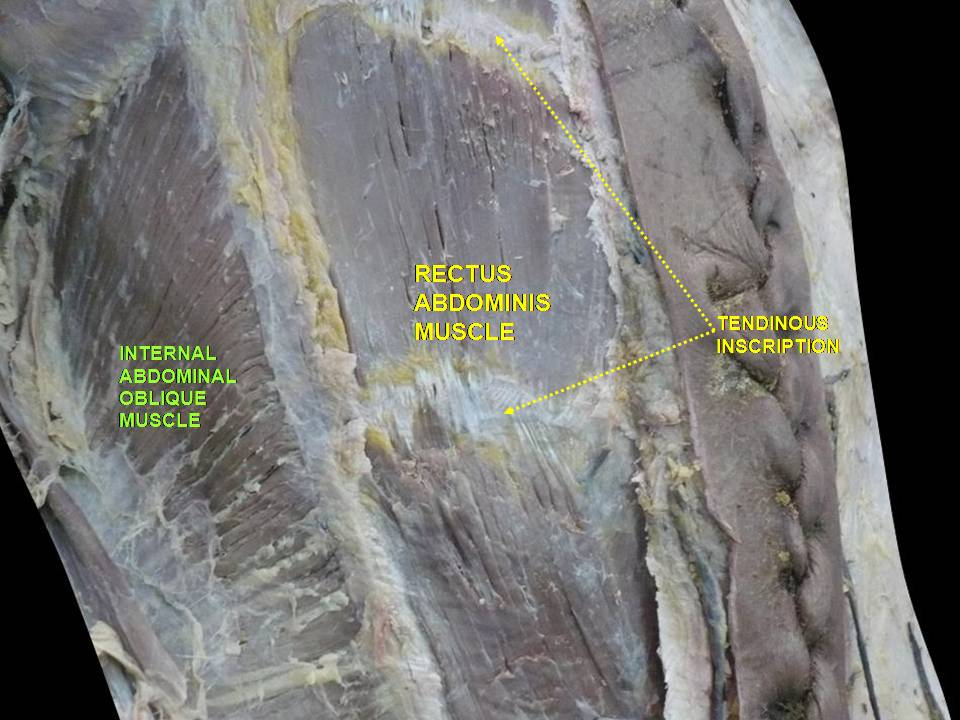
腹內斜肌前腹壁，深層解剖前視圖。

## 外部連結
- Anatomy figure: 35:07-05 at Human Anatomy Online, SUNY Downstate Medical Center - "Incision and reflection of the internal abdominal oblique muscle."
- Anatomy image:7526 at the SUNY Downstate Medical Center
- Vidéo sonorisée Les muscles abdominaux （页面存档备份，存于） (Anatomie 3D Lyon - Université Claude-Bernard Lyon 1) （法文）